# Euanthia inexpecta
Euanthia inexpecta är en fjärilsart som beskrevs av Sergius G. Kiriakoff 1969. Euanthia inexpecta ingår i släktet Euanthia och familjen tandspinnare. Inga underarter finns listade i Catalogue of Life.